# سنبل‌الطیب

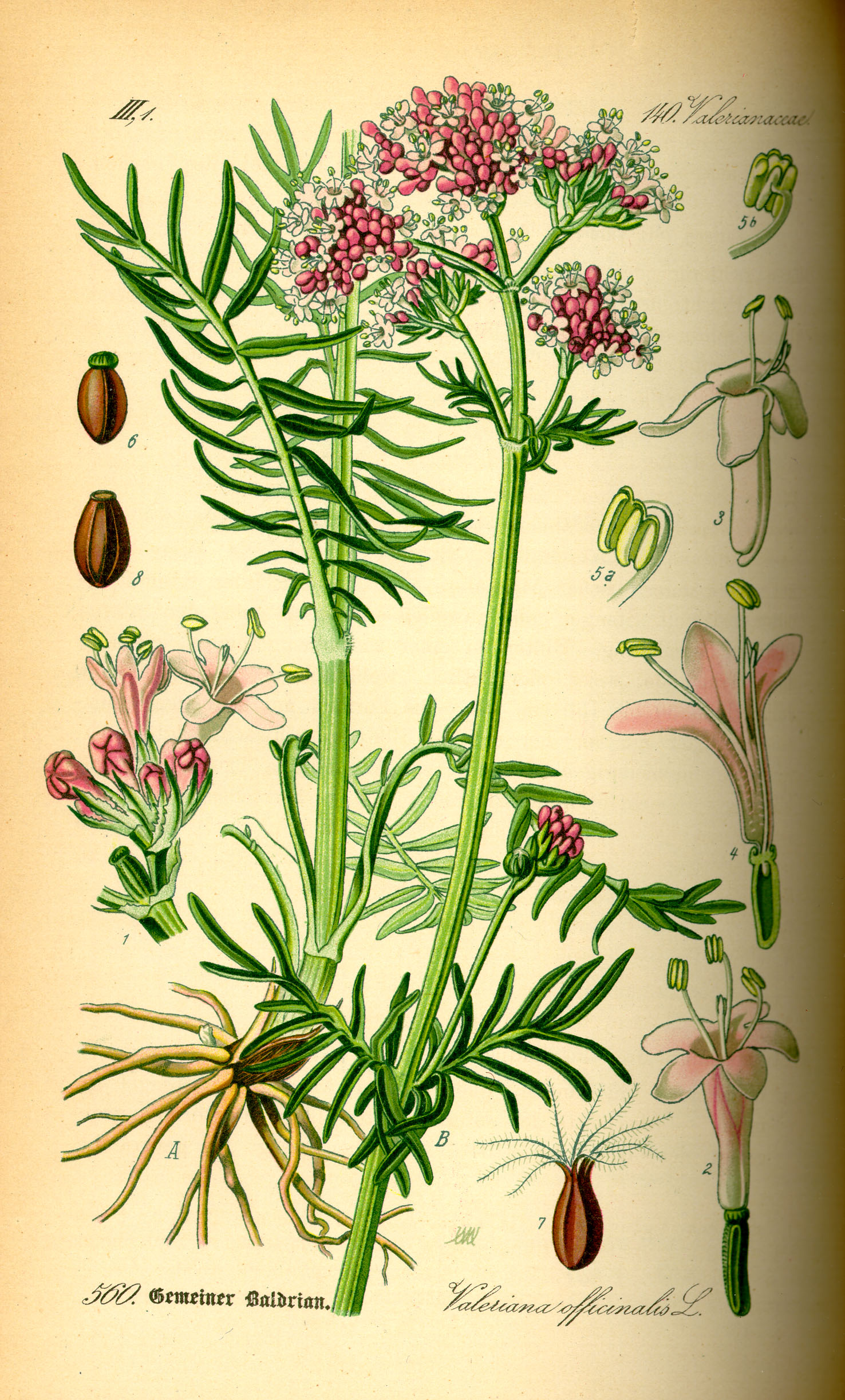
سنبل طیب

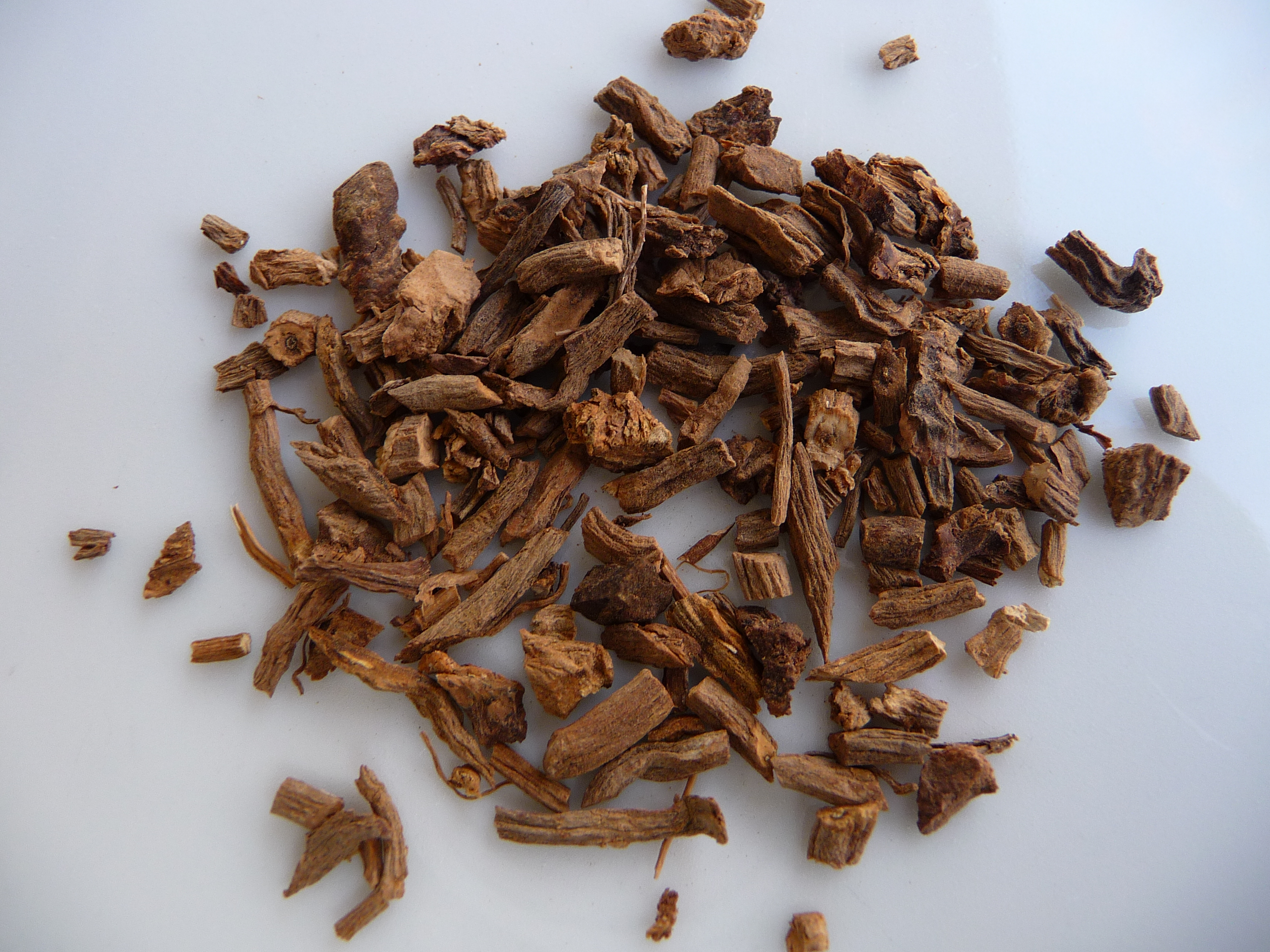
ریشه سنبل طیب با ویژگی دارویی (Valerianae radix)

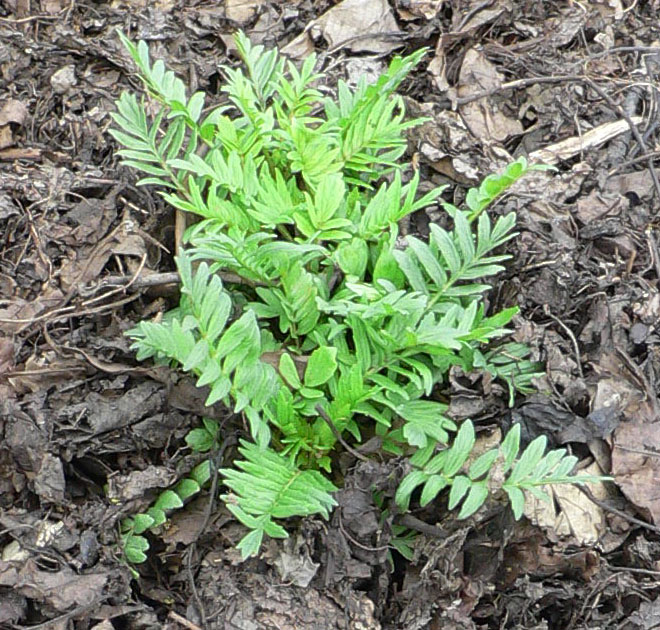
جوانه سنبل طیب

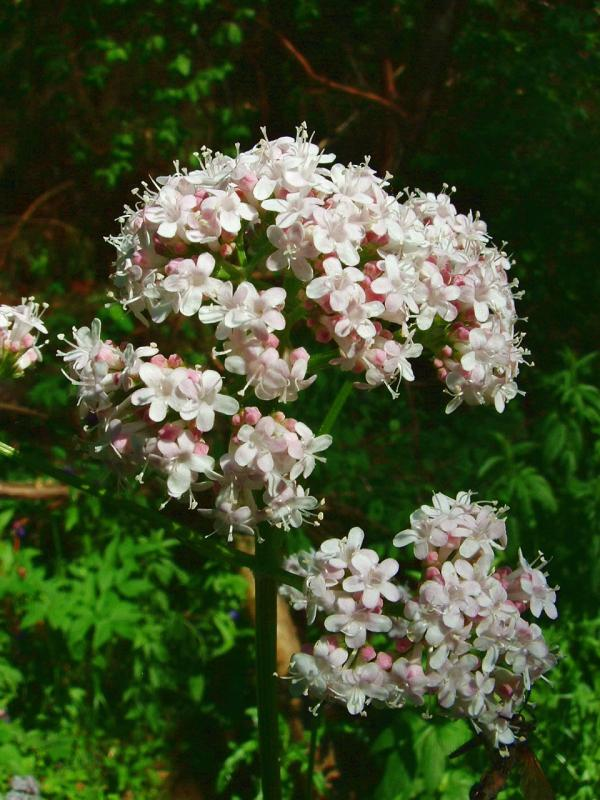
گل سنبل الطیب

سنبل طیب یا علف گربه که گربه به این  گیاه علاقه دارد  (نام علمی: Valeriana officinalis) گیاهی است که بوته‌ای استوار و چندساله دارد و در اروپا و بخش‌هایی از آسیا می‌روید. سنبل‌طیب دارای ریشه‌ای کوتاه و بوته‌ای با ارتفاع بین ۵۰ تا ۱۵۰ سانتی‌متر است.
ریشهٔ این گیاه در طب سنتی ایران دارای ارزش دارویی است و از آن به عنوان آرام‌بخش اعصاب، خواب‌آور، ضد تشنج، درمان افسردگی، هضم‌کننده غذا و ضد دل‌پیچه استفاده می‌شود.
نام علف گربه برای این گیاه ناشی از ویژگی آن است که گربه‌ها را به خود جذب می‌کند و نوعی اثر روان گردان در آن‌ها دارد. این خاصیت به دلیل وجود اکتینیدین در عصارهٔ این گیاه است که به فرومون‌های بدن گربه‌ها شباهت دارد. این گیاه اثر مشابهی نیز بر روی موشهای صحرایی دارد. سنبل طیب گیاهی است علفی و چند ساله که ساقهٔ آن به‌طور عمودی تا ارتفاع دو متر بالا می‌رود. این گیاه به صورت وحشی در جنگل‌های کم درخت، در حاشیه جویبارها و گودال‌ها در بیشتر مناطق آسیا و ایران می‌روید.
سنبل طیب دارای بویی مطبوع است و گربه بوی این گیاه را از فواصل دور تشخیص داده به طرف آن می‌رود و در اطراف آن به جست و خیز می‌پردازد و از بوی آن مست می‌شود. گل‌های سنبل الطیب رنگ سفید یا صورتی دارد و به صورت خوشه‌ای است.
قسمت مورد استفاده این گیاه ریشه آن است و معمولاً از ریشه گیاهی که بیش از سه سال عمر دارد استفاده می‌شود. سنبل الطیب پس از خشک شدن برنگ قهوه‌ای در می‌آید. طعم آن تلخ ولی خوشبو و معطر است. عطر آن پس از خشک شدن بیشتر می‌شود.

## ترکیب شیمیایی
ریشه سنبل الطیب حاوی ۱ درصد اسانس است. این اسانس در ریشه تازه بیشتر است و به تدریج که ریشه خشک می‌شود مقدار اسانس آن کاهش یافته ولی بوی آن قوی تر می‌شود. اسانس تازه برنگ سبز مایل به زرد است ولی در اثر ماندن غلیظ می‌شود. آثار دارویی ریشه تازه آن سه برابر خشک شده آن است. سنبل الطیب باید در حرارت کم خشک شود و در حرارت بالا تمام اثر دارویی آن از بین می‌رود.

## خواص دارویی
ریشه سنبل الطیب از نظرطب قدیم ایران گرم و خشک است خواص مهم آن به شرح زیر است. اثر ضد تشنج دارد، در رفع ناراحتی‌های عصبی و هیستری مفید است، ضد اسپاسم و آرام بخش است، تب بر است، بیخوابی را درمان می‌کند، ضد کرم معده و روده است، ضد هیجان است، میگرن را برطرف می‌کند، برای برطرف کردن دلهره، تشویش و نگرانی مفید است، در درمان بیماری مالیخولیا اثر مفید دارد، در برطرف کردن درد سیاتیک مؤثر است، سکسکه مداوم را از بین می‌برد، درد سینه را برطرف می‌کند، استفراغ را برطرف می‌کند، در معالجه مرض قند مؤثر است، گرد سنبل الطیب را روی زخم‌ها بپاشید التیام یابند. البته هیچ‌کدام از این‌موارد نه‌تنها در مورد این داروی گیاهی بلکه در مورد تمام گیاهان طب سنتی هرگز و هرگز دارای یقین کامل و استنادات متقن و بررسی‌های مستدل جامع چند ملیتی و ارایل‌های بی نقص دارویی نیستند. صرف داشتن مقداری اثر بر روی بیماری به منزله درمان قطعی و داروی انتخابی آن بیماری نیست. این‌مطالب تنها سینه به سینه منتقل شده‌اند و هیچ شرکت و بیمارستان و تست‌کلینیکی مستدل جامع‌الشرایط بر روی جمعیت انبوه داوطلبان هرگز انجام نشده‌است.

### خواص سنبل الطیب بر روی یائسگی و عادت ماهیانه
این گیاه برای اختلالات یائسگی و عادت ماهیانه مفید است. تحقیقات نشان می‌دهد که مصرف روزانه ریشه سنبل الطیب به میزان ۶۷۵ تا ۱۰۶۰ میلی‌گرم به مدت ۸ هفته می‌تواند شدت و تکرار گر گرفتگی در افراد یائسه را کاهش دهد. تحقیقات اولیه حاکی از آن است که مصرف ۲۵۵ میلی‌گرم سنبل الطیب سه بار در روز به مدت دو دوره قاعدگی، درد ناشی از قاعدگی را التیام می‌دهد.

### سنبل الطیب برای درمان سفیدی مو
یکی دیگر از خواص این گیاه، داشتن منگنز است که برای درمان سفیدی مو از آن استفاده می‌شود. تعیین یک مقدار مشخص برای مصرف این گیاه، کار مشکلی است. در منابع مختلف علمی دربارهٔ گیاهان دارویی، چیزی حدود ۱ تا ۱۰ گرم است.

## طرز استفاده
۱) گرد سنبل الطیب: ریشه سنبل الطیب را خرد کرده و در حرارت ۴۰ درجه خشک کنید. سپس آن را آسیاب کنید و از الک ریز رد کنید. گرد آن به عنوان ضد تشنج به کار می‌رود. مقدار مصرف آن ۵–۱۰ گرم در روز است.
۲) مخلوط سنبل الطیب: ۴ گرم گرد ریشه سنبل الطیب را با ۴ گرم رازیانه و ۴ گرم قند سائیده مخلوط کنید، این مخلوط را چهار قسمت کرده و در طول روز به فواصل مساوی بخورید.
عملکرد صحیح دستگاه عصبی مرکزی به وسیله رسپتورهایی (گیرنده‌هایی) در مغز که به نام رسپتورهای گابا نامیده می‌شوند، تنظیم می‌شود. بر اساس مطالعات آزمایشگاهی مشخص شد که سنبل الطیب می‌تواند اتصالات این رسپتورها را ضعیف و سُست نماید. به این ترتیب، مکانیسم عمل و اثربخشی آن تا حدودی مشخص شد. در حقیقت این اطلاعات توضیح می‌دهد که چرا سنبل الطیب می‌تواند به افراد کمک کند تا به راحتی استرس و نگرانی را از خود دور نمایند.
در مطالعات مختلفی نشان داده شد که این گیاه اثر درمانی مؤثری بر روی افرادی که دارای درجات مختلفی از بیماری بی خوابی می‌باشند، دارد. به‌طور کلی سنبل الطیب موجب می‌شود که خواب با آرامش زیادی همراه باشد و همچنین گذر به مرحله خواب راحت‌تر صورت پذیرد. اما در این مطالعات چیزی مبنی بر اینکه این گیاه موجب افزایش کل زمان خواب می‌شود، مشاهده نگردید.
دو تحقیق دیگر نیز در این زمینه انجام شد. در این مطالعات نیز نشان داده شد که ترکیب سنبل الطیب با بادرنجبویه (Lemon Balm) در بهبود کیفیت خواب و در درمان بیماری بی خوابی(Insomnia) مؤثر است. این گیاه برای اختلالات یائسگی و عادت ماهیانه مفید است. یکی دیگر از خواص این گیاه، داشتن منگنز است که برای درمان سفیدی مو از آن استفاده می‌شود. تعیین یک مقدار مشخص برای مصرف این گیاه، کار مشکلی است، اما در منابع مختلف علمی دربارهٔ گیاهان دارویی، چیزی حدود ۱ تا ۱۰ گرم است. اگر از عصاره تغلیظ شده ریشه گیاه سنبل الطیب (آنچه به‌طور معمول در قرص‌ها و کپسول‌ها وجود دارد و دارای حداقل ۰٫۵ درصد روغن‌های فرّار است) برای درمان بیماری بی خوابی استفاده می‌کنید، باید آن را حدود ۳۰ تا ۶۰ دقیقه قبل از خواب مصرف نمایید. فراورده‌های خشک شده ریشه این گیاه که به صورت ۱٫۵ تا ۲ گرمی هستند، نیز باید ۳۰ تا ۶۰ دقیقه قبل از خواب مصرف شوند. برخی نیز این گیاه را با بادرنجبویه، رازک، گل ساعت و اسکالکَپ (در طب چینی کاربرد دارد) ترکیب کرده و مصرف می‌کنند. مصرف تازه این گیاه بهتر و مؤثرتر از مصرف ریشه خشک آن است.

## عوارض جانبی
اثرات جانبی: تحقیقات مختلف نشان می‌دهد که این گیاه هیچ گونه اثر مخربی روی توانایی افراد برای رانندگی و کار با ماشین آلات مختلف ندارد. تنها مورد گزارش شده، حمله قلبی شدید در مردی بود که سالیان دراز از سنبل الطیب به میزان ۵ تا ۲۰ برابر مقدار توصیه شده مصرف می‌کرده‌است و آن را به‌طور ناگهانی کنار گذاشته بود. به هر حال، هنگامی که سنبل الطیب بر اساس مقدار توصیه شده مصرف شود، منجر به اعتیاد و وابستگی به آن نخواهد شد. در مورد دیگری که در یک دانشجوی ۱۸ ساله که قصد خودکشی داشت مشاهده شد، تنها علائم گزارش شده عبارت بودند از: خستگی مفرط، درد شکمی، رعشه و لرزش در دست‌ها و پاها. این فرد از ۰۰۰/۲۰ میلی‌گرم ریشه سنبل الطیب استفاده کرده بود که چیزی در حدود ۴۰ تا ۵۰ برابر مقدار توصیه شده‌است. به نظر نمی‌رسد که مصرف سنبل الطیب قبل از خواب موجب ایجاد مشکل در هوشیاری و تمرکز فرد در صبح شود. با این که تاکنون دلایل شناخته شده‌ای برای منع مصرف این گیاه در بارداری و شیردهی گزارش نشده‌است، اما بی‌خطر بودن آن نیز به اثبات نرسیده‌است؛ بنابراین باید در مصرف آن احتیاط کرد.
- مضرات

چون سنبل الطیب برای کلیه مضر است باید آن را با کتیرا خورد.
زمان مصرف نباید بیش از هشت هفته پیاپی باشد زیرا باعث عوراضی مثل ناراحتی معده، سر گیجه و خارش پوست می‌شود.
هنگامی که سنبل الطیب بر اساس مقدار توصیه شده مصرف شود، منجر به اعتیاد و وابستگی به آن نخواهد شد. به نظر نمی‌رسد که مصرف سنبل الطیب قبل از خواب موجب ایجاد مشکل در هوشیاری و تمرکز فرد در صبح شود. با این که تاکنون دلایل شناخته شده‌ای برای منع مصرف این گیاه در بارداری و شیردهی گزارش نشده‌است، اما بی‌خطر بودن آن نیز به اثبات نرسیده‌است؛ بنابراین باید در مصرف آن احتیاط کرد.